# Herbert Büssers
Herbert „Bobbel“ Büssers (* 30. Oktober 1949) ist ein ehemaliger deutscher Fußballspieler, der während seiner gesamten Profilaufbahn beim MSV Duisburg unter Vertrag stand und 256 Mal in der Bundesliga spielte.

## Karriere
Der Mittelfeldspieler Büssers kam über die Vereine GW Haesen, SpVgg Hochheide und VfB Homberg 1972 im Alter von 22 Jahren zum Bundesligisten MSV Duisburg. Zu seinem Debüt kam er gleich am ersten Spieltag der Saison 1972/73, als er bei einer 3:4-Niederlage gegen Borussia Mönchengladbach in der Startelf stand und zur Halbzeit ausgewechselt wurde. Anschließend diente er häufig als Einwechselspieler, ehe er ab der Spielzeit 1974/75 meist von Beginn an aufgeboten wurde. In dieser war er zudem acht Mal als Torschütze erfolgreich und erreichte mit dem MSV das DFB-Pokalendspiel 1975, in welchem er jedoch nicht auf dem Platz stand und eine 0:1-Niederlage seiner Kollegen gegen Eintracht Frankfurt hinnehmen musste. Zumindest hatte sich die Mannschaft für den UEFA-Pokal 1975/76 qualifizieren können, sodass Büssers bei einem 7:1-Sieg gegen den zyprischen Klub Enosis Neon Paralimni im europäischen Wettbewerb debütierte. In der zweiten Runde erfolgte dagegen das Ausscheiden.
Der Mittelfeldspieler entwickelte sich in Duisburg an der Seite der Nationalspieler Bernard Dietz, Ronald Worm und Rudi Seliger mit der Zeit zu einem wichtigen Leistungsträger innerhalb der Mannschaft. In der Saison 1976/77 wies er eine besonders starke Form auf und trug damit maßgeblich zu einem entsprechenden Auftreten des gesamten Teams bei. Mit zehn Treffern war dies auch sein bestes Jahr als Torschütze, allerdings belegte der MSV nach einer schwachen Schlussphase letztlich nur den neunten Tabellenrang. Aus seiner Sicht enttäuschend verlief hingegen die Bundesligaspielzeit 1978/79, in der er sich am achten Spieltag das linke Bein brach und nach seiner Rückkehr um den Klassenerhalt kämpfen musste. Völlig anders lief es zeitgleich im Wettbewerb um den UEFA-Pokal des Jahres 1979. Unter Mitwirkung von Büssers konnte sich Duisburg im Viertelfinale gegen Honvéd Budapest aus Ungarn durchsetzen. Auch in den Halbfinalpartien gegen Borussia Mönchengladbach stand er jeweils auf dem Feld, musste allerdings nach einem 2:2 im Hinspiel durch eine 1:4-Niederlage im Rückspiel das Ausscheiden gegen den Nachbarklub hinnehmen.
Büssers war weiterhin Stammspieler, als der MSV Duisburg um 1980 in der Tabelle abrutschte und der Kampf gegen den Abstieg endgültig zur Hauptaufgabe wurde. 1982 folgte für das Gründungsmitglied der höchsten deutschen Liga schließlich der erstmalige Sturz in die Zweitklassigkeit. Aufgrund der extrem schlechten Finanzlage mussten mehrere Leistungsträger wie Bernard Dietz abgegeben werden, Büssers und auch Rudi Seliger traten dagegen den Gang in die zweite Liga an. Der inzwischen 32-Jährige behielt seinen Stammplatz. Nachdem anfangs Norbert Fruck diese Funktion ausgeführt hatte, wurde er zudem von der Mannschaft zu ihrem Kapitän gewählt. Zwei Jahre nach dem Abstieg erreichte der MSV die Relegation und durfte gegen Eintracht Frankfurt als Drittletzten der Bundesliga um einen möglichen Wiederaufstieg spielen. Beim Rückspiel am 5. Juni 1984, das 1:1 endete und wegen einer 0:5-Niederlage im Hinspiel nicht zum Aufstieg reichte, bestritt Büssers sein letztes Pflichtspiel für den MSV. Im Alter von 34 Jahren beendete er nach zwölf Spielzeiten ohne Vereinswechsel seine Profilaufbahn. Er bestritt insgesamt 256 Bundesligapartien mit 53 Toren sowie 65 Zweitligabegegnungen mit neun Treffern.